# Yunnan-Rötelmaus
Die Yunnan-Rötelmaus oder Chinesische Gebirgs-Rotrücken-Wühlmaus (Eothenomys miletus) ist eine Nagetierart aus der Unterfamilie der Wühlmäuse (Arvicolinae). Sie kommt im südlichen China in Yunnan und Sichuan vor.

## Merkmale
Die Yunnan-Rötelmaus ist eine vergleichsweise große Art der Gattung und erreicht eine Kopf-Rumpf-Länge von 11,0 bis 12,0 Zentimetern mit einem Schwanz von 4,0 bis 5,0 Zentimetern Länge. Die Hinterfußlänge beträgt 18 bis 21 Millimeter, die Ohrlänge 9 bis 11 Millimeter. Sie ist die größte Art des Eothenomys-melanogaster-Artenkomplexes und ist etwas größer als die sehr ähnliche Kachin-Rötelmaus (Eothenomys cachinus), von der sie durch den Saluen geografisch getrennt ist. Das Rückenfell ist weich, lang und dicht, es ist rötlich-braun und geht an den Flanken in das blaugraue Bauchfell über. Von der Père-David-Rötelmaus (Eothenomys melanogaster), mit der sie im größten Teil des Verbreitungsgebietes sympatrisch vorkommt, unterscheidet sie sich durch die Größe und den deutlich höheren Schädel. Die Kachin-Rötelmaus wiederum besitzt einen kleineren und abgeflachten Schädel sowie eine von den beiden Arten abweichende Anzahl der Schmelzleisten auf den Molaren M3.

## Verbreitung
Die Yunnan-Rötelmaus kommt in den Bergregionen im südlichen China in Yunnan und im südlichen Sichuan östlich des Saluen vor. Vorkommen in Guizhou sind dokumentiert, werden jedoch angezweifelt.

## Lebensweise
Über die Lebensweise der Art liegen fast keine Angaben vor. Die Yunnan-Rötelmaus lebt in dichten Bergwaldregionen in Höhen von 2300 bis 3000 Metern.

## Systematik
Die Yunnan-Rötelmaus wird als eigenständige Art innerhalb der Gattung Eothenomys eingeordnet, die aus acht Arten besteht. Die wissenschaftliche Erstbeschreibung stammt von dem britischen Zoologen Oldfield Thomas, der die Art 1914 anhand von Individuen aus dem westlichen Yunnan aus einer Höhe von 2134 Metern beschrieb. Teilweise wurde die Art als Unterart der Père-David-Rötelmaus betrachtete und sie beinhaltete teilweise die Kachin-Rötelmaus, heute gelten alle drei als eigenständige Arten im Eothenomys-melanogaster-Artenkomplex.
Innerhalb der Art werden in der Regel keine Unterarten unterschieden, in der Literatur sind mit Eothenomys miletus miletus und Eothenomys miletus confinii jedoch zwei Unterarten dokumentiert, wobei letztere teilweise als synonym zur Kachin-Rötelmaus betrachtet wird.

## Status, Bedrohung und Schutz
Die Yunnan-Rötelmaus wird von der International Union for Conservation of Nature and Natural Resources (IUCN) als nicht gefährdet (Least concern) eingeordnet. Begründet wird dies mit dem verhältnismäßig großen Verbreitungsgebiet und den angenommenen großen Beständen der Art, die auch in geschützten Gebieten vorkommt. Potenzielle Gefährdungsrisiken für die Art sind nicht bekannt.

## Belege
1. 1 2 3 4  Darrin Lunde, Andrew T. Smith: Yunnan Chinese Vole. In: Andrew T. Smith, Yan Xie: A Guide to the Mammals of China. Princeton University Press, Princeton NJ 2008, ISBN 978-0-691-09984-2, S. 224–225.
2. 1 2 3 4  Eothenomys miletus. In: Don E. Wilson, DeeAnn M. Reeder (Hrsg.): Mammal Species of the World. A taxonomic and geographic Reference. 2 Bände. 3. Auflage. Johns Hopkins University Press, Baltimore MD 2005, ISBN 0-8018-8221-4.
3. 1 2 3 4  Eothenomys miletus in der Roten Liste gefährdeter Arten der IUCN 2016.2. Eingestellt von: A.T. Smith, C.H. Johnston, 2008. Abgerufen am 19. Oktober 2016.